# Suecia en los Juegos Paralímpicos de Seúl 1988
Suecia estuvo representada en los Juegos Paralímpicos de Seúl 1988 por un total de 103 deportistas, 79 hombres y 24 mujeres.

## Medallistas
El equipo paralímpico sueco obtuvo las siguientes medallas:
| Nombre                                   | Deporte                   | Evento                                                         |
| ---------------------------------------- | ------------------------- | -------------------------------------------------------------- |
| Oro                                      |                           |                                                                |
| Lars Löfström                            | Atletismo                 | 200 m 3 masculino                                              |
| Lars Löfström                            | Atletismo                 | 1500 m 3 masculino                                             |
| Mats Laveborn                            | Atletismo                 | Jabalina 3 masculino                                           |
| Mats Laveborn                            | Atletismo                 | Peso 3 masculino                                               |
| Håkan Eriksson                           | Atletismo                 | 400 m A1-3A9L2 masculino                                       |
| Bengt Lindberg                           | Halterofilia              | +95 kg masculino                                               |
| Arne Karlsson                            | Levantamiento de potencia | –100 kg masculino                                              |
| Magdalena Tjernberg                      | Natación                  | 50 m braza B1 femenino                                         |
| Magdalena Tjernberg                      | Natación                  | 100 m braza B1 femenino                                        |
| Magdalena Tjernberg                      | Natación                  | 200 m braza B1 femenino                                        |
| Magdalena Tjernberg                      | Natación                  | 100 m libre B1 femenino                                        |
| Magdalena Tjernberg                      | Natación                  | 400 m libre B1 femenino                                        |
| Magdalena Tjernberg                      | Natación                  | 200 m estilos B1 femenino                                      |
| Gabriella Tjernberg                      | Natación                  | 50 m braza B3 femenino                                         |
| Gabriella Tjernberg                      | Natación                  | 100 m braza B3 femenino                                        |
| Gabriella Tjernberg                      | Natación                  | 200 m braza B3 femenino                                        |
| Cecilia Karlsson                         | Natación                  | 100 m braza A2 femenino                                        |
| Cecilia Karlsson                         | Natación                  | 100 m libre A2 femenino                                        |
| Cecilia Karlsson                         | Natación                  | 400 m libre A2 femenino                                        |
| Marita Johansson                         | Natación                  | 50 m libre L2 femenino                                         |
| Marita Johansson                         | Natación                  | 100 m libre L2 femenino                                        |
| Kristina Brokholc                        | Natación                  | 100 m braza A8 femenino                                        |
| Kristina Brokholc                        | Natación                  | 100 m libre A8 femenino                                        |
| Marie-Louise Freij                       | Natación                  | 50 m braza L2 femenino                                         |
| Jörgen Magner                            | Natación                  | 50 m espalda L3 masculino                                      |
| Jörgen Magner                            | Natación                  | 50 m mariposa L3 masculino                                     |
| Jörgen Magner                            | Natación                  | 100 m libre L3 masculino                                       |
| Jörgen Magner                            | Natación                  | 200 m libre L3 masculino                                       |
| Jörgen Magner                            | Natación                  | 200 m estilos L3 masculino                                     |
| Mats Einarsson                           | Natación                  | 100 m espalda L6 masculino                                     |
| Mats Einarsson                           | Natación                  | 100 m mariposa L6 masculino                                    |
| Mats Einarsson                           | Natación                  | 100 m libre L6 masculino                                       |
| Mats Einarsson                           | Natación                  | 400 m libre L6 masculino                                       |
| Mats Einarsson                           | Natación                  | 200 m estilos L6 masculino                                     |
| Lars-Ove Nederman                        | Natación                  | 100 m braza B1 masculino                                       |
| Lars-Ove Nederman                        | Natación                  | 200 m braza B1 masculino                                       |
| Per Andersson                            | Natación                  | 200 m estilos B2 masculino                                     |
| Per Andersson                            | Natación                  | 400 m estilos B2 masculino                                     |
| Thomas Axelsson                          | Tenis de mesa             | Individual C6 masculino                                        |
| Equipo                                   | Tenis de mesa             | Equipo C5-C8 masculino                                         |
| Anders Lundvall                          | Tiro                      | Rifle de aire en tres posiciones 2-6 masculino                 |
| Jonas Jacobsson Jan Gadd Anders Lundvall | Tiro                      | Rifle de aire en posición tendida por equipos 2-6 mixto        |
| Plata                                    |                           |                                                                |
| Jan-Owe Mattsson                         | Atletismo                 | 200 m 1B masculino                                             |
| Jan-Owe Mattsson                         | Atletismo                 | 5000 m 1B masculino                                            |
| Jan-Owe Mattsson                         | Atletismo                 | Maratón 1B masculino                                           |
| Lars Löfström                            | Atletismo                 | 100 m 3 masculino                                              |
| Lars Löfström                            | Atletismo                 | 800 m 3 masculino                                              |
| Pär Boman                                | Atletismo                 | 200 m C3 masculino                                             |
| Håkan Eriksson                           | Atletismo                 | 800 m A1-3A9L2 masculino                                       |
| Rolf Johansson                           | Atletismo                 | Eslalon 4 masculino                                            |
| Kristoffer Hulecki                       | Halterofilia              | –75 kg masculino                                               |
| Gabriella Tjernberg                      | Natación                  | 100 m espalda B3 femenino                                      |
| Gabriella Tjernberg                      | Natación                  | 100 m libre B3 femenino                                        |
| Gabriella Tjernberg                      | Natación                  | 400 m libre B3 femenino                                        |
| Gabriella Tjernberg                      | Natación                  | 200 m estilos B3 femenino                                      |
| Gabriella Tjernberg                      | Natación                  | 400 m estilos B3 femenino                                      |
| Annelie Österström                       | Natación                  | 25 m espalda L1 femenino                                       |
| Magdalena Tjernberg                      | Natación                  | 50 m libre B1 femenino                                         |
| Magdalena Tjernberg                      | Natación                  | 100 m mariposa B1 femenino                                     |
| Marita Johansson                         | Natación                  | 50 m espalda L2 femenino                                       |
| Cecilia Karlsson                         | Natación                  | 100 m espalda A2 femenino                                      |
| Eva Andersson                            | Natación                  | 400 m libre B2 femenino                                        |
| Equipo                                   | Natación                  | 4 × 100 m libre B1-B3 femenino                                 |
| Equipo                                   | Natación                  | 4 × 100 m estilos B1-B3 femenino                               |
| Hans Coster                              | Natación                  | 25 m braza L1 masculino                                        |
| Hans Coster                              | Natación                  | 25 m espalda L1 masculino                                      |
| Hans Coster                              | Natación                  | 50 m libre L1 masculino                                        |
| Hans Coster                              | Natación                  | 100 m libre L1 masculino                                       |
| Mats Brisenfelt                          | Natación                  | 100 m braza C4 masculino                                       |
| Mats Brisenfelt                          | Natación                  | 100 m libre C4 masculino                                       |
| Mats Brisenfelt                          | Natación                  | 200 m libre C4 masculino                                       |
| Lar-Ove Nederman                         | Natación                  | 50 m braza B1 masculino                                        |
| Lar-Ove Nederman                         | Natación                  | 400 m libre B1 masculino                                       |
| Tomas Kjellqvist                         | Natación                  | 100 m mariposa A8 masculino                                    |
| Tomas Kjellqvist                         | Natación                  | 400 m libre A8 masculino                                       |
| Mats Einarsson                           | Natación                  | 100 m braza L6 masculino                                       |
| Equipo                                   | Natación                  | 4 × 100 m estilos A-L masculino                                |
| Marie-Louise Andersson                   | Tenis de mesa             | Individual TT6 femenino                                        |
| Mikael Westling                          | Tenis de mesa             | Individual C6 masculino                                        |
| Jörgen Nilsson Dennis Nyberg             | Tenis de mesa             | Equipo TT7 masculino                                           |
| Bronce                                   |                           |                                                                |
| Håkan Eriksson                           | Atletismo                 | 100 m A1-3A9L2 masculino                                       |
| Håkan Eriksson                           | Atletismo                 | 200 m A1-3A9L2 masculino                                       |
| Jan-Owe Mattsson                         | Atletismo                 | 400 m 1B masculino                                             |
| Jan-Owe Mattsson                         | Atletismo                 | 800 m 1B masculino                                             |
| Pär Boman                                | Atletismo                 | 200 m C3 masculino                                             |
| Lars Löfström                            | Atletismo                 | 400 m 3 masculino                                              |
| Nils Kärreberg                           | Levantamiento de potencia | +100 kg masculino                                              |
| Annelie Österström                       | Natación                  | 50 m libre L1 femenino                                         |
| Gabriella Tjernberg                      | Natación                  | 50 m libre B3 femenino                                         |
| Lena-Marie Hagman                        | Natación                  | 100 m braza 5 femenino                                         |
| Eva Andersson                            | Natación                  | 100 m mariposa B2 femenino                                     |
| Simon Ahlstad                            | Natación                  | 100 m braza 5 masculino                                        |
| Mats Brisenfelt                          | Natación                  | 400 m libre C3-4 masculino                                     |
| Tomas Kjellqvist                         | Natación                  | 200 m estilos A8 masculino                                     |
| Jörgen Nilsson                           | Tenis de mesa             | Individual TT6 masculino                                       |
| Marie-Louise Andersson                   | Tenis de mesa             | Individual TT clase abierta femenino                           |
| Equipo                                   | Tenis de mesa             | Equipo TT6 femenino                                            |
| Erling Fredriksson                       | Tiro                      | Rifle de aire en posición tendida con auxiliar 1A-1C masculino |
| Anders Lundvall                          | Tiro                      | Rifle de aire de pie 2-6 masculino                             |
| Anders Lundvall                          | Tiro                      | Rifle de aire en tres posiciones 2-6 mixto                     |
| Jonas Jacobsson Jan Gadd Anders Lundvall | Tiro                      | Rifle de aire de pie por equipos 2-6 mixto                     |
| Jonas Jacobsson Jan Gadd Anders Lundvall | Tiro                      | Rifle de aire en tres posiciones por equipos 2-6 mixto         |
| Kenneth Henningsson                      | Yudo                      | –86 kg masculino                                               |